# Rododáfni
Rododáfni (Rododafni, Mourla) är en ort i Grekland.   Den ligger i prefekturen Nomós Achaḯas och regionen Västra Grekland, i den centrala delen av landet, 150 km väster om huvudstaden Aten. Rododáfni ligger 15 meter över havet och antalet invånare är 2 564.
Terrängen runt Rododáfni är huvudsakligen kuperad, men österut är den platt. Havet är nära Rododáfni åt nordost. Runt Rododáfni är det ganska tätbefolkat, med 160 invånare per kvadratkilometer. Närmaste större samhälle är Aígio, 3,7 km sydost om Rododáfni. 